# Juraj Biankini

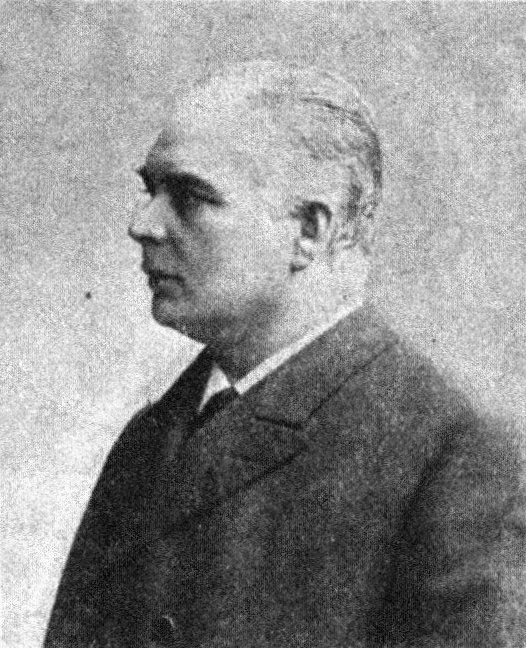
Juraj Biankini

Juraj Biankini (* 30. oder 31. August 1847 in Stari Grad, Dalmatien; † 27. März 1928 in Split) war ein Priester und Politiker (Kroatische Rechtspartei). Er war Abgeordneter zum Dalmatinischen Landtag, Abgeordneter zum Österreichischen Abgeordnetenhaus, Vizepräsident des jugoslawischen Ministerrates und Mitglied der jugoslawischen verfassungsgebenden Versammlung.

## Leben
Biankini wurde als Sohn des Schiffskapitäns Giorgio Biankini geboren. Er besuchte die Volksschule in Cittavecchia/Stari Grad und wechselte danach an das Gymnasium in Spalato/Split. Nach dem Priesterseminar in Zara/Zadar empfing er 1870 die römisch-katholische Priesterweihe und war danach als Weltpriester tätig. Zudem wirkte er von 1871 bis 1918 in Zara als Redakteur und Herausgeber der Zeitung Il Nazionale, der Parteizeitung der Kroatischen Nationalpartei bzw. späteren Kroatischen Rechtspartei, die zunächst überwiegend in Italienisch, ab 1876 jedoch nur noch in Kroatischer Sprache erschien. 
Biankini kandidierte bei der Reichsratsergänzungswahl 1892 im Wahlkreis der dalmatinischen Landgemeinden 2 (Sebenico, Scardona, Verlicca, Knin, Dernis) und gehörte ab dem 19. Februar 1892 dem Abgeordnetenhaus an. Bei der Reichsratswahl 1897 setzte er sich im Wahlkreis der Landgemeinden 5 (Ragusa, Ragusavecchua, Stagno, Curzola, Sabioncello) durch, wobei er sein dortiges Mandat bei der Reichsratswahl 1891 verteidigen konnte. Bei der Reichsratswahl 1907 bzw. 1911 erlangte er jeweils ein Mandat im Wahlkreis Dalmatien 10, wodurch er dem Abgeordnetenhaus bis zum 12. November 1918 angehörte. Nachdem Biankini anfangs fraktionslos gewesen war, gehörte er ab dem 17. November 1892 dem Klub der unabhängigen kroatischen und slowenischen Abgeordneten an. Ab 1897 war er Mitglied im Slavischen christlich-nationalen Verband, danach ab 1899 fraktionslos bzw. ab 1901 Mitglied des Slovenisch-Kroatischen Klubs. Ab 1902 gehörte er dem Slawischen Verband an, zwischen 1907 und 1911 dem Verband der Südslawen und ab 1911 war er Mitglied im Dalmatinischen Klub. Zuletzt war er ab Mai 1917 Mitglied des Südslawischen Klubs. 
Neben seiner Arbeit im Abgeordnetenhaus war Biankini zwischen 1881 und 1887 bzw. zwischen 1889 und 1918 auch Abgeordneter zum Dalmatinischen Landtag. Nach dem Zusammenbruch der Habsburgermonarchie wirkte er von 1919 bis 1920 als Vizepräsident der jugoslawischen Ministerrates sowie von 1920 bis 1921 als Mitglied er jugoslawischen verfassungsgebenden Versammlung. 1920 schoben ihn die italienischen Behörden aus Zara nach Jugoslawien ab, nachdem die Stadt Italien zugesprochen worden war.